# Maritza Rodríguez
 (décembre 2015).
Si vous disposez d'ouvrages ou d'articles de référence ou si vous connaissez des sites web de qualité traitant du thème abordé ici, merci de compléter l'article en donnant les références utiles à sa vérifiabilité et en les liant à la section « Notes et références ».
Sarah Mintz, plus connue sous le nom de Maritza Rodríguez, née le 1er septembre 1975 à Barranquilla en Colombie, est une actrice, mannequin, présentatrice et entrepreneuse colombienne. Elle est connue pour avoir joué dans les telenovela américaine Perro amor et La casa de al lado.

## Biographie
Maritza Rodriguez joue le rôle de Camilia Brando dans la telenovela  Perro amor. Elle tient deux rôles, Pilar Arismendi et Raquel Arismendi dans la telenovela La casa de al lado (La maison d'à côté).

## Vie privée
Depuis 2005, elle entretient une relation amoureuse avec Joshua Mintz (en) qui est vice-président exécutif de la programmation et directeur général de Telemundo Studios. Le 11 novembre 2013, Maritza annonce sur Telemundo qu'ils se sont mariés. Le 14 avril 2014, elle met au monde des jumeaux, deux garçons appelés Akiva Mintz et Yehuda Mintz.
Fin janvier 2018, Maritza annonce sur Telemundo qu'elle met fin à sa carrière d'actrice afin de se consacrer à sa nouvelle religion : le judaïsme ainsi qu'à sa vie de famille. Dans ce processus, elle change son nom pour s'appeler Sarah Mintz comme son époux Joshua. Elle décide aussi de porter une perruque en public, de couvrir ses coudes ainsi que porter que des jupes longues. Dans cette interview, elle dit se sentir plus Sarah que Maritza. La colombienne déclare qu'elle ne ressent toujours pas de nostalgie pour ses succès dans les télénovelas passées.

## Filmographie

### Film
| Année | Titre      | Rôle    |
| ----- | ---------- | ------- |
| 2000  | Vuelo 1503 | Actrice |

### Telenovelas
| Année       | Titre                             | Personnages                                |
| ----------- | --------------------------------- | ------------------------------------------ |
| 1995        | Mascarada                         |                                            |
| 1997        | Perfume de agonía                 | Carmen                                     |
| 1997        | La mujer en el espejo             | Camila                                     |
| 1997-1998   | Dios se lo pague                  | Irène Richerdson                           |
| 1999        | Marido y mujer                    | Lucía Mendez                               |
| 2000        | La revancha                       | Mercedes Riverol                           |
| 2001        | Amantes del desierto              | Bárbara Santana                            |
| 2002        | Milagros de amor                  | Milagros Viuda de Amor                     |
| 2003-2004   | Ángel rebelde                     | Cristal Covarrubias                        |
| 2005        | Vuelo 1503                        | Ángela Granda                              |
| 2007        | Acorralada                        | Debora Mondragon / Marfil Mondragon        |
| 2007-2008   | Pecados Ajenos                    | Karen Vallejo                              |
| 2008-2009   | Doña Bárbara                      | Asuncion Vergel de Luzardo                 |
| 2008-2009   | El rostro de Analía               | Sara Andrade                               |
| 2010        | Perro amor                        | Camila Brando                              |
| 2011 - 2012 | La casa de al lado                | Pilar Arismendi / Raquel Arismendi         |
| 2012-2013   | El rostro de la venganza          | Antonia Villaroel                          |
| 2012        | La Chispa de Chef Carmen González | Invitée                                    |
| 2012        | Rafael Orozco, el ídolo           | Marta Monica Camargo                       |
| 2013-2014   | Marido en alquiler                | Teresa Cristina Palmer                     |
| 2015-2016   | El Señor de los Cielos            | Amparo Rojas                               |
| 2016-2017   | Silvana sin lana                  | Silvana Rivapalacios Altamirano " Chivis " |

## Nominations et récompenses
| Année | Récompense                     | Catégorie                                           | Films ou Séries          | Result     |
| ----- | ------------------------------ | --------------------------------------------------- | ------------------------ | ---------- |
| 2003  | Premios India Catalina         | Première Actrice exceptionnelle dans une télénovela | Milagros de amor         | Nomination |
| 2002  | Premios India Catalina         | Première Actrice exceptionnelle dans une télénovela | Amantes del desierto     | Lauréat    |
| 2000  | Premios India Catalina         | Première Actrice exceptionnelle dans une télénovela | Marido y mujer           | Nomination |
| 2003  | Premios TV y Novelas           | Première Actrice exceptionnelle dans une télénovela | Milagros de amor         | Lauréat    |
| 2002  | Premios TV y Novelas           | Première Actrice exceptionnelle dans une télénovela | Amantes del desierto     | Nomination |
| 2000  | Premios TV y Novelas           | Première Actrice exceptionnelle dans une télénovela | Marido y Mujer           | Nomination |
| 2011  | Miami Life Awards              | Meilleure Villain de Telenovela                     | Perro Amor               | Lauréat    |
| 2012  | Premios People en Español      | Meilleure Actrice                                   | El Rostro de la Venganza | Nomination |
| 2012  | Miami Life Awards              | Rôle principale et meilleure femme                  | La casa de al lado       | Nomination |
| 2012  | Premios tu mundo 2012          | Actrice favorite                                    | La casa de al lado       | Lauréat    |
| 2012  | Premios tu mundo 2012          | Meilleure méchante femme                            | La casa de al lado       | Nomination |
| 2013  | Premios 2013                   | Meilleur méchante actrice                           | Rafael Orozco, el ídolo  | Lauréat    |
| 2013  | Premios tu mundo 2013          | Le couple parfait avec David Chocarro               | El Rostro de la Venganza | Nomination |
| 2013  | Premios People en Español 2013 | Meilleur femme antagoniste                          | Marido en alquiler       | Lauréat    |